# Đậu phu nhân (Đường Cao Tổ)
Thái Mục Đậu hoàng hậu (chữ Hán: 太穆竇皇后, 569 - 613), đương thời gọi Đậu phu nhân (竇夫人), là chính thất thuở hàn vi của Đường Cao Tổ Lý Uyên, vị hoàng đế sáng lập triều đại Nhà Đường, khi ông chưa đăng cơ.
Bà là mẹ đẻ của Ẩn Thái tử Lý Kiến Thành, Đường Thái Tông Lý Thế Dân, và Tề vương Lý Nguyên Cát, cả ba nhân vật đều có liên quan trực tiếp đến Sự biến Huyền Vũ môn nổi tiếng nhất trong lịch sử Nhà Đường.

## Tiểu sử
Đậu thị xuất thân từ quận Kinh Triệu, huyện Thủy Bình (nay là Hưng Bình, Thiểm Tây). Cha là Đậu Nghị (窦毅), một viên quan tổng quản ở Định Châu. Mẹ là Tương Dương Trưởng công chúa (襄阳长公主), con gái của quyền thần Vũ Văn Thái. Ngay từ thuở nhỏ, Đậu thị được cậu là Bắc Chu Vũ Đế Vũ Văn Ung đón vào cung, tự tay chăm sóc nuôi dướng. Dần dần lớn lên, bà nổi tiếng xinh đẹp và thông minh, bản lĩnh. Tuy là phái nữ nhưng bà đã tỏ ra là người thông thạo binh thư, Liệt nữ truyện, nhiều lúc khiến cho Vũ Đế cực kì hài lòng.
Một lần, Bắc Chu Vũ Đế kết hôn công chúa A Sử Na thị của Đột Quyết. Nhưng Vũ Đế không mấy sủng ái A Sử Na thị, tỏ ý không muốn lập làm Hoàng hậu. Đậu thị lúc này mới 14 tuổi, đã khuyên can Vũ Đế rằng nên sủng ái Hoàng hậu vì còn địch thủ là Bắc Tề và Nam Trần, và lúc này Đột Quyết đang mạnh, nên tranh thủ sự giúp đỡ của họ. Bắc Chu Vũ Đế đồng ý và từ đó càng khâm phục cô cháu gái của mình. Từ chuyện này, phụ mẫu của Đậu thị quyết định phải gả bà cho một lang quân xứng đáng vì Đậu thị vừa xinh đẹp, vừa thông minh.

## Kết hôn với Lý Uyên
Năm 581, Tùy Văn Đế Dương Kiên soán vị, Vũ Văn hoàng tộc bị nạn đại tru di, Đậu thị nghe đến thì tức giận, bèn nói: "Hận không thể là trang nam tử, cứu được cậu mình khỏi tai họa". Tương truyền, bà có mái tóc dài ngay từ lúc mới sinh. Và đến năm 3 tuổi, bà đã có mái tóc dài đen nhánh tới chân. Dung mạo nổi tiếng khắp nơi, người người đều đến cầu thân không đếm xuể.
Khi Đậu thị lên tuổi 18, Đậu Nghị đã vẽ trên bức bình phong hai con chim Khổng Tước và cứ ai đến cầu hôn thì bắn trúng vào hai con chim ấy, còn Đậu thị ngồi trong rèm cửa, quan sát. Tuy vậy, vẫn chưa ai bắn trúng chim Khổng Tước. Một hôm, Lý Uyên đến và bắn trúng hai con chim ấy. Đậu thị phải lòng Lý Uyên. Từ đó, họ kết thành phu thê. Từ đó thành ngữ Tước bình trung tuyển (雀屏中选) xuất hiện. Hai người cùng chung sống với nhau nhiều năm, Đậu thị một mực chung thủy, sinh hạ cho Lý Uyên 5 đứa con, gồm 4 nam và 1 nữ.
Năm 613, Đậu phu nhân qua đời ở Trác quận (nay là Trác Châu Thị, Hà Bắc), hưởng thọ 44 tuổi, không kịp nhìn cảnh Lý Uyên giành được giang sơn, sáng lập Nhà Đường. Có lẽ bà cũng là người may mắn, khi không phải thấy cảnh tranh giành quyền lực giữa các con do mình sinh ra. Bà cũng là 1 trường hợp ít thấy trong lịch sử Trung Quốc, được đánh giá là tài hoa nhưng không bạc phận.
Sau khi Lý Uyên lập nên triều Đường, bà được truy thụy hiệu là Mục hoàng hậu (穆皇后), và Lý Uyên về sau dù có lập bao nhiêu phi tần, cũng không bao giờ lập ai làm Hoàng hậu cả. Bà được hợp táng cùng Lý Uyên vào Hiến lăng (献陵) dưới thời con trai là Lý Thế Dân. Sau đó, các triều đại về sau cũng thêm thụy hiệu cho bà, như năm Trinh Quán thứ 9 (635), thêm thành Thái Mục Thần hoàng hậu (太穆神皇后). Sang năm Thiên Bảo thứ 8 (749), dâng thêm thành Thái Mục Thần Thuận Thánh hoàng hậu (太穆神順聖皇后).

## Hậu duệ
Thái Mục Đậu hoàng hậu sinh hạ cho Lý Uyên 5 đứa con, gồm 4 nam và 1 nữ. Những người này về sau đều có ảnh hưởng quan trọng đến chính sự Nhà Đường, bao gồm:
1. Lý Kiến Thành [李建成], con trai trưởng, vị Thái tử đầu tiên của Nhà Đường, bị giết trong Sự biến Huyền Vũ môn. Thụy là Ẩn Thái tử (隐太子).
2. Bình Dương Chiêu công chúa [平阳昭公主],tên Lý Tú Ninh [李子寧] sinh khoảng năm 580 đến 590, thường gọi là Tam nương tử (三娘子). Lấy Sài Thiệu (柴紹), có hai con trai là Sài Triết Uy (柴哲威) và Sài Lệnh Vũ (柴令武).
3. Đường Thái Tông Lý Thế Dân [李世民], con trai thứ 2.
4. Lý Huyền Bá [李玄霸], tự Đại Đức (大德), con trai thứ 3 trong nhà, mất do ngã ngựa khi còn rất trẻ. Thụy là Vệ Hoài vương (衛懷王).
5. Lý Nguyên Cát [李元吉], tự Tam Hồ (三胡), sơ phong Tề vương (齊王), bị giết trong sự biến Huyền Vũ môn cùng anh cả Lý Kiến Thành. Thụy là Sào Lạt vương (巢剌王).